# New South Wales Premier League
Die New South Wales Premier League ist die höchste Fußball-Spielklasse der südlichen Hälfte des australischen Bundesstaat New South Wales und steht hinter der A-League an zweiter Stelle in der australischen Ligapyramide. Beginnend ab Lake Macquarie ist die Northern New South Wales State Football League unter dem Verband Northern New South Wales Football die entsprechende Spielklasse. Die New South Wales Premier League läuft unter der Federführung vom Fußballverband aus New South Wales, Football NSW.
Im Gegensatz zur A-League gibt es einen Absteiger, aber der Erstplatzierte kann nicht aufsteigen, da die nächsthöhere Spielklasse die A-League ist, in der es bist jetzt kein Relegationssystem gibt.
Genau wie in der A-League ist die Saison zweigeteilt in die Regular Season (Premiers) und Playoffs. Die besten vier Teams der Premiers spielen dann in den Playoffs den Meistertitel der New South Wales Premier League aus.
Im Jahr 2008 wurde ähnlich wie bei der A-League zusätzlich zum Herrenwettbewerb einen Frauen- und Jugendwettbewerb hinzugefügt, mit Frauen- und Jugendmannschaften der Vereine, die im Herrenwettbewerb vertreten sind.
| Meisterschaftsteilnehmer 2012 |                             |           |
| Verein                        | Stadion                     | Kapazität |
| APIA Leichhardt Tigers        | Lambert Park                | 7.000     |
| Blacktown City FC             | Lily Homes Stadium          | 7.500     |
| Blacktown Spartans FC         | Blacktown Football Park     | 2.000     |
| Bonnyrigg White Eagles        | Bonnyrigg Sports Club       | 5.000     |
| Manly United                  | Cromer Park                 | 5.000     |
| Marconi Stallions             | Marconi Stadium             | 11.500    |
| Parramatta FC                 | Melita Stadium              | 10.000    |
| South Coast Wolves            | John Crehan Park            | 7.500     |
| Sutherland Sharks             | Seymour Shaw Park           | 5.000     |
| Sydney Olympic                | Belmore Sports Ground       | 25.000    |
| Sydney United 58              | Sydney United Sports Centre | 12.000    |

Mit Ausnahme der South Coast Wolves aus Wollongong sind alle Vereine in Sydney beheimatet. Dabei kommt Manly aus dem Norden, APIA Leichhardt Tigers aus dem inneren Westen. Alle anderen Vereine kommen aus den Western Suburbs, den westlichen Vororten der Stadt. Die Spartans aus Blacktown spielen erstmals in der höchsten Staatsliga.